# Open Quimper Bretagne Occidentale 2024 - Doppio
Il doppio del torneo di tennis professionistico Open Quimper Bretagne Occidentale 2024, facente parte della categoria Challenger 125 nell'ambito dell'ATP Challenger Tour 2024, si è giocato dal 23 al 28 gennaio a Quimper, in Francia. Tra le coppie partecipanti erano presenti Sadio Doumbia e Fabien Reboul, i detentori del titolo ma si sono ritirati prima dell'inizio del torneo.
In finale Manuel Guinard e Arthur Rinderknech hanno sconfitto Anirudh Chandrasekar e Vijay Sundar Prashanth con il punteggio di 7–6(4), 6–3.

## Teste di serie
1. Sadio Doumbia /  Fabien Reboul (ritirati)
2. Anirudh Chandrasekar /  Vijay Sundar Prashanth (finale)

1. Théo Arribagé /  Luca Sanchez (primo turno)
2. Arjun Kadhe /  Jeevan Nedunchezhiyan (semifinale, ritirati)

## Wildcard
1. Antoine Hoang /  Cyril Vandermeersch (primo turno)

1. Mathias Bourgue /  Sathi Reddy Chirala (primo turno)

## Alternate
1. Aziz Dougaz /  Lucas Poullain (primo turno, ritirati)

## Tabellone

### Legenda
| - Q = Qualificato - WC = Wild card - LL = Lucky loser | - ALT = Alternate - SE = Special Exempt - PR = Protected Ranking | - w/o = Walkover - r = Ritirato - d = Squalificato |

|  | Primo turno | Primo turno                  | Primo turno              | Primo turno         | Primo turno |  |  | Quarti di finale | Quarti di finale             | Quarti di finale             | Quarti di finale            | Quarti di finale            |    |      | Semifinali | Semifinali                        | Semifinali                        | Semifinali                                  | Semifinali                                  |    |   | Finale | Finale | Finale | Finale | Finale |  |
|  |             |                              |                          |                     |             |  |  |                  |                              |                              |                             |                             |    |      |            |                                   |                                   |                                             |                                             |    |   |        |        |        |        |        |  |
|  | Alt         | A Dougaz L Poullain          | A Dougaz L Poullain      | A Dougaz L Poullain |             |  |  |                  |                              |                              |                             |                             |    |      |            |                                   |                                   |                                             |                                             |    |   |        |        |        |        |        |  |
|  |             | C Harrison M Willis          | C Harrison M Willis      | C Harrison M Willis | w/o         |  |  |                  | C Harrison M Willis          | C Harrison M Willis          | 62                          | 62                          |    |      |            |                                   |                                   |                                             |                                             |    |   |        |        |        |        |        |  |
|  | WC          | A Hoang C Vandermeersch      | 6                        | 2                   | [2]         |  |  |                  | M Lībietis P Niklas-Salminen | M Lībietis P Niklas-Salminen | 7                           | 7                           |    |      |            |                                   |                                   |                                             |                                             |    |   |        |        |        |        |        |  |
|  |             | M Lībietis P Niklas-Salminen | 4                        | 6                   | [10]        |  |  |                  |                              |                              |                             |                             |    |      |            | M Lībietis P Niklas-Salminen      | 4                                 | 7                                           | [12]                                        |    |   |        |        |        |        |        |  |
|  | 3           | T Arribagé L Sanchez         | 6                        | 3                   | [7]         |  |  |                  |                              |                              | M Guinard A Rinderknech     | 6                           | 63 | [14] |            |                                   |                                   |                                             |                                             |    |   |        |        |        |        |        |  |
|  |             | M Guinard A Rinderknech      | 3                        | 6                   | [10]        |  |  |                  | M Guinard A Rinderknech      | 5                            | 6                           | [10]                        |    |      |            |                                   |                                   |                                             |                                             |    |   |        |        |        |        |        |  |
|  |             | P Matuszewski S Walków       | P Matuszewski S Walków   | 7                   | 6           |  |  |                  | P Matuszewski S Walków       | 7                            | 3                           | [4]                         |    |      |            |                                   |                                   |                                             |                                             |    |   |        |        |        |        |        |  |
|  |             | J Paris P Tsitsipas          | J Paris P Tsitsipas      | 62                  | 2           |  |  |                  |                              |                              |                             |                             |    |      |            | Manuel Guinard Arthur Rinderknech | Manuel Guinard Arthur Rinderknech | 7                                           | 6                                           |    |   |        |        |        |        |        |  |
|  |             | V Kirkov LD Martínez         | 6                        | 63                  | [8]         |  |  |                  |                              |                              |                             |                             |    |      |            |                                   | 2                                 | Anirudh Chandrasekar Vijay Sundar Prashanth | Anirudh Chandrasekar Vijay Sundar Prashanth | 64 | 3 |        |        |        |        |        |  |
|  |             | U Blanchet M Martineau       | 4                        | 7                   | [10]        |  |  |                  | U Blanchet M Martineau       | 6                            | 6                           | [8]                         |    |      |            |                                   |                                   |                                             |                                             |    |   |        |        |        |        |        |  |
|  |             | V Durasovic O Virtanen       | V Durasovic O Virtanen   | 65                  | 4           |  |  | 4                | A Kadhe J Nedunchezhiyan     | 3                            | 78                          | [10]                        |    |      |            |                                   |                                   |                                             |                                             |    |   |        |        |        |        |        |  |
|  | 4           | A Kadhe J Nedunchezhiyan     | A Kadhe J Nedunchezhiyan | 7                   | 6           |  |  |                  |                              |                              |                             |                             |    |      | 4          | A Kadhe J Nedunchezhiyan          | A Kadhe J Nedunchezhiyan          | 2                                           | r                                           |    |   |        |        |        |        |        |  |
|  |             | G Blancaneaux C Hemery       | G Blancaneaux C Hemery   | 6                   | 6           |  |  |                  |                              | 2                            | A Chandrasekar VS Prashanth | A Chandrasekar VS Prashanth | 5  |      |            |                                   |                                   |                                             |                                             |    |   |        |        |        |        |        |  |
|  | WC          | M Bourgue SR Chirala         | M Bourgue SR Chirala     | 1                   | 2           |  |  |                  | G Blancaneaux C Hemery       | 5                            | 6                           | [3]                         |    |      |            |                                   |                                   |                                             |                                             |    |   |        |        |        |        |        |  |
|  |             | D Added K Drzewiecki         | 3                        | 6                   | [7]         |  |  | 2                | A Chandrasekar VS Prashanth  | 7                            | 3                           | [10]                        |    |      |            |                                   |                                   |                                             |                                             |    |   |        |        |        |        |        |  |
|  | 2           | A Chandrasekar VS Prashanth  | 6                        | 3                   | [10]        |  |  |                  |                              |                              |                             |                             |    |      |            |                                   |                                   |                                             |                                             |    |   |        |        |        |        |        |  |